# Голодных, Александр Гордеевич
Алекса́ндр Горде́евич Голо́дных (10.04.1921—24.02.1945) — командир расчёта 45-мм орудия 552-го стрелкового полка, сержант.

## Биография
Родился 10 апреля 1921 года в деревне Авяк Аёвской волости Тарского уезда Омской губернии. Окончил 3 класса, курсы трактористов. Работал трактористом. До войны жил в городе Славгороде Алтайского края.
В октябре 1940 года был призван в Красную Армию Славгородским райвоенкоматом. Служил в артиллерии. В боях Великой Отечественной войны с июня 1941 года. Воевал на Волховском, Ленинградском, 2-м Белорусском фронтах. К началу 1944 года младший сержант Голодных — наводчик 45-мм орудия 552-го стрелкового полка 191-й стрелковой дивизии.
18 января 1944 года в бою за деревню Витка, 5 км севернее города Новгорода, расчёт младшего сержанта Голодных вместе со стрелковым взводом, зашёл в тыл к гитлеровцам. Во время атаки с фронта расчёт открыл огонь с тыла, истребив около 20 вражеских солдат, уничтожив миномётную батарею и три пулемётные точки. Голодных лично взял в плен 3-х противников.
Приказом от 25 января 1944 года младший сержант Голодных Александр Гордеевич награждён орденом Славы 3-й степени.
25 июля 1944 года, при форсировании реки Нарва в районе железнодорожной станции Солдино-Яам, 6 км западнее города Нарва, сержант Голодных первым переправился с орудием через реку и открыл огонь по противнику. Точным огнём разбил 2 дзота, уничтожил противотанковое орудие, 2 пулемёта, миномёт. 26 июля при отражении контратаки вместе с двумя сержантами вынес с поля боя раненого командира и пленил несколько вражеских солдат.
Приказом от 16 сентября 1944 года сержант Голодных Александр Гордеевич награждён орденом Славы 2-й степени.
18 января 1945 года в боях за населенные пункты Линек и Гловка сержант Голодных во главе расчета 45-мм орудия разбил орудие и истребил до 10 противников. Контратака врага была отбита. 21 января в этих же боях огнём из орудия вынудил личный состав батареи противника обратиться в бегство, бросив на позиции 4 орудия.
Указом Президиума Верховного Совета СССР от 24 февраля 1945 года за исключительное мужество, отвагу и бесстрашие в боях с вражескими захватчиками сержант Голодных Александр Гордеевич награждён орденом Славы 1-й степени. Стал полным кавалером ордена Славы.
О высокой награде артиллерист не узнал. 24 февраля 1945 года сержант Голодных погиб в бою. Похоронен в городе Хойнице.
Награждён орденами Славы 3-х степей, медалью «За оборону Ленинграда».